# Wiveton
Wiveton est un village et une paroisse civile du Norfolk, en Angleterre.